# Heraclea de Lincèstida
Heraclea de Lincèstida (grec antic: Ηράκλεια Λυγκηστίδος, en llatí: Heracleia Lyncestis, en eslavomacedoni Хераклеа Линкестис) fou la capital de la Lincèstida, a uns 60 km de Lícnidos (vora l'actual Ohrid), i a menys de 100 d'Edessa.
Va ser fundada per Filip II de Macedònia a mitjan segle iv aC, i anomenada en honor d'Hèracles, que Filip considerava que era ancestre seu (car els reis de Macedònia es vantaven de ser Heràclides). Per la seva situació estratègica va prosperar. Va passar als romans el 148 aC, que hi van abolir el poder polític local, però la prosperitat es va mantenir principalment per la proximitat a la via Egnàcia, una important via romana. Gneu Domici Calví va escapar per poc de ser interceptat pels pompeians quan havia caigut sobre Heraclea durant la batalla de Nicòpolis l'any 48 aC.
A les seves ruïnes es conserven diversos monuments del temps dels romans, inclosos un pòrtic, les termes, l'amfiteatre i algunes basíliques; el teatre podia albergar unes 3.000 persones.
Correspondria a la moderna Filúrina, a uns 15 km al sud de Bítola, a Macedònia del Nord.